# Comarca de Llerena
La campiña sur es una mancomunidad integral de Extremadura (España) situada en la provincia de Badajoz. Está situada en el sudeste de la provincia. Al norte limita con La Serena y Tierra de Barros; al oeste con Zafra-Río Bodión, y al suroeste con Tentudía. Finalmente al este se encuentra la provincia de Córdoba, y al sur la de Sevilla.
La comarca se divide en dos subunidades, que son gestionadas por las dos principales localidades de la misma. Sierra Sur, gestionada por Llerena y Campiña Sur, gestionada por Azuaga.

## Municipios
| Municipio               | Población (2021) | Superficie (km²) | Densidad (hab./km²) |
| ----------------------- | ---------------- | ---------------- | ------------------- |
| Ahillones               | 851              | 21,5             | 40                  |
| Azuaga                  | 7.751            | 497,9            | 16                  |
| Berlanga (Badajoz)      | 2.302            | 127,8            | 18                  |
| Campillo de Llerena     | 1.335            | 234              | 6                   |
| Casas de Reina          | 194              | 55,6             | 3                   |
| Fuente del Arco         | 681              | 115,4            | 6                   |
| Granja de Torrehermosa  | 1.963            | 151,7            | 13                  |
| Higuera de Llerena      | 335              | 113,4            | 3                   |
| Llera (Badajoz)         | 825              | 71,5             | 12                  |
| Llerena                 | 5.645            | 162,7            | 35                  |
| Maguilla                | 960              | 97,9             | 10                  |
| Malcocinado             | 351              | 26,2             | 13                  |
| Peraleda del Zaucejo    | 488              | 163,7            | 3                   |
| Puebla del Maestre      | 666              | 79,2             | 8                   |
| Reina (Badajoz)         | 150              | 72,43            | 2                   |
| Retamal de Llerena      | 431              | 96,1             | 4                   |
| Trasierra (Badajoz)     | 617              | 59,8             | 10                  |
| Usagre                  | 1.760            | 240              | 7                   |
| Valencia de las Torres  | 520              | 210,2            | 2                   |
| Valverde de Llerena     | 566              | 41,2             | 14                  |
| Villagarcía de la Torre | 911              | 67,5             | 13                  |

## Poblaciones
Componen esta comarca 21 poblaciones y cuatro entidades menores:
- Ahillones
- Azuaga
  - La Cardenchosa
- Berlanga
- Campillo de Llerena
- Casas de Reina
- Fuente del Arco
- Granja de Torrehermosa
  - Los Rubios
- Higuera de Llerena
  - Rubiales
- Llera
- Llerena
  - Ribera de los Molinos
- Maguilla
- Malcocinado
- Peraleda del Zaucejo
- Puebla del Maestre
- Reina
- Retamal de Llerena
- Trasierra
- Usagre
- Valencia de las Torres
- Valverde de Llerena
- Villagarcía de la Torre